# Tu me prends pour qui ?
Pour plus de détails, voir Fiche technique et Distribution.
Tu me prends pour qui ? est un film burkinabé réalisé par Oumar Dagnon sorti en 2014.
Résumé
Sandra, Djamila et Anita, trois copines, décident de se faire le maximum de cadeaux et d'argent à l'approche des fêtes. Elles se donnent donc pour mission de soutirer de l’argent à tous les prétendants qui se présenteront. Leur plan, c’est de s’inventer des maladies le jour de la fête afin de sortir avec le plus offrant. Hélas, les choses ne se passent pas comme prévu pour certaines, et pour d’autres les prétendants reviennent à la charge le lendemain de la fête. Quant-à leur autre camarade Yasmine, elle reste fidèle à son copain et passe plus ou moins une bonne fête. 

## Équipe technique
- Réalisateur : Oumar Dagnon
- Photo : Yves Edgar Bonkoungou
- Électro ː Isis Kaboré
- Fils : Halassané Sanfo
- Perchman : Issiaka Diallo
- Décor : Tony Ouédraogo
- Maquillage : Rufine Kambou
- Montage : Sanou Zanga
- Musique originale : Youmanli
- Société de production : 3e Oeil Productions
- Pays d'origine : Burkina Faso
- Langue : français
- Genre comédie romantique
- Durée : 92 minutes[3],
- Sortie en 2014

## Distribution
- Abdel Aziz Yago dans le rôle de Rachid
- Djamila Ouédraogo dans le rôle d'Anita
- Issiaka Ouattara dans le rôle de Ladji
- Ini Rufine Kambou dans le rôle de Yasmine
- Rahinata Zongo dans le rôle de Sandra
- Jacqueline Sampebgo dans le rôle de Djamila
- Anthony K.Ouédraogo comme Steeve
- Serge Ouédraogo dans le rôle d'Abass
- Fatou S Zongo dans le rôle de Julie
- Animata Ouédraogo Maiga dans le rôle de Zenabo
- Youmanli Yoni dans le rôle d'Alizeta
- Alassane Dakissaga comme Rasmané
- Adeline Niampa dans le rôle de la mère d'Anita